# Ernest Haller
Ernest Haller (31 de maio de 1896 — 21 de outubro de 1970) é um diretor de fotografia estadunidense. Venceu o Oscar de melhor fotografia na edição de 1940 por Gone with the Wind.